# Ternate (Lombardei)

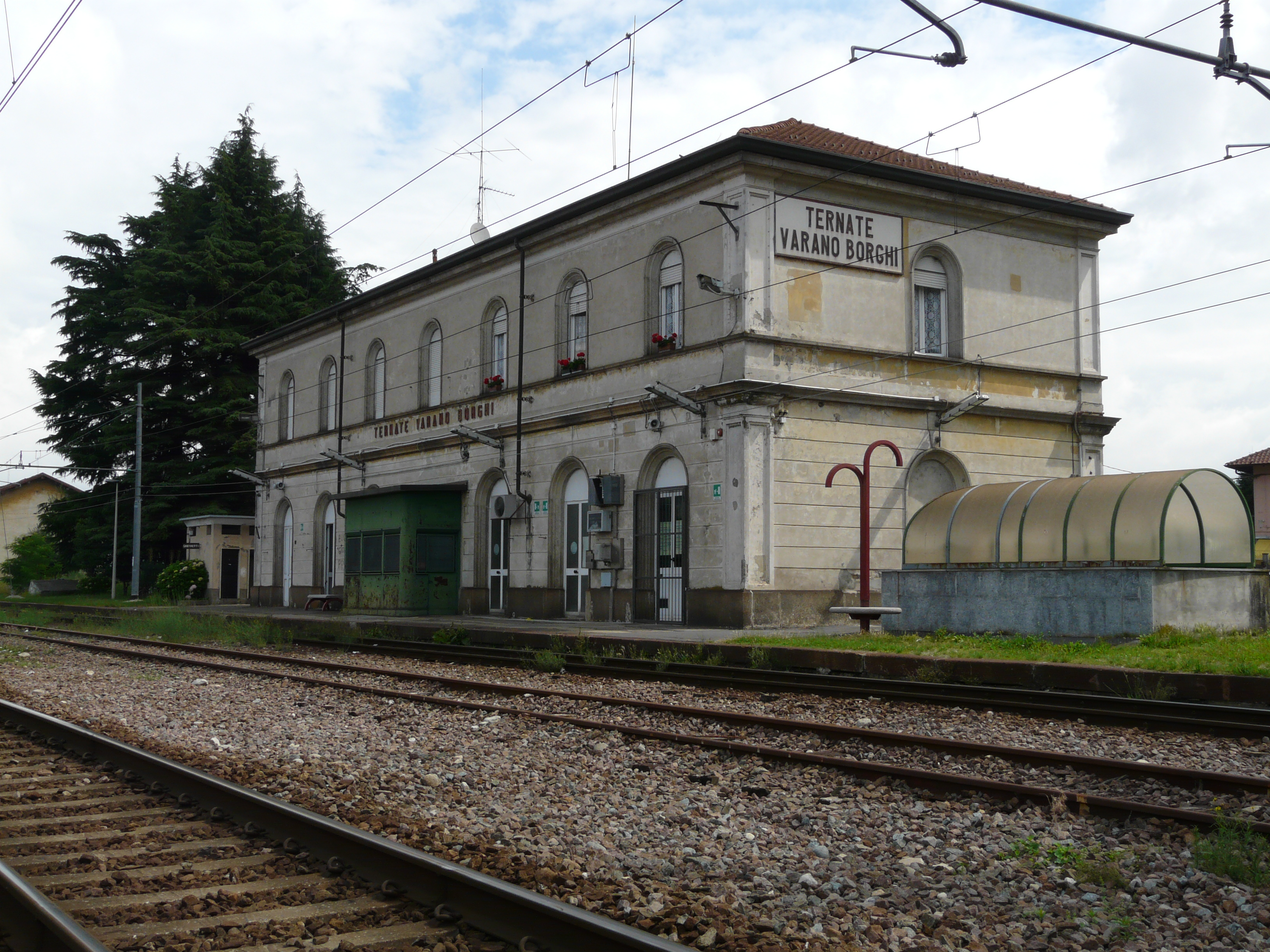
Bahnhof Ternate-Varano Borghi

Ternate ist eine norditalienische Gemeinde (comune) in der Provinz Varese in der Lombardei.

## Geographie
Die Gemeinde liegt etwa 11 Kilometer westsüdwestlich von Varese am Lago di Comabbio und bedeckt eine Fläche von 5,1 km². Die Nachbargemeinden sind Biandronno, Cazzago Brabbia, Comabbio, Inarzo, Travedona-Monate und Varano Borghi.

## Geschichte
Napoleon Borghi entdeckte im September 1879 eine prähistorische Siedlung, einen Erdhügel, der aus einer Vielzahl von Pfählen von 70 cm bis 2,20 m Höhe auf einer Fläche von 8000 m² bestand, wo er 300 Feuersteinmesser, 500 Keramikscherben, Kohlen, Spitzholz und einen 1,14 m langen Kastanienbogen mit zwei Feuersteinspitzen und einem Pfeil mit einer Feuersteinspitze fand. Die römische Zivilisation in Ternate wird durch das Vorhandensein einiger Nekropolen außerhalb der Stadt bestätigt, insbesondere im Ort Longori oder Longarolo, nahe der verlassenen Straße zwischen Travedona-Monate|Travedona und Ternate.
Im Jahr 1178 werden in einem Urteil des Erzbischofs von Mailand zwei Konsuln des Ortes Trinate erwähnt (Bognetti 1978, S. 232). Im 14. Jahrhundert war Ternate eine Ortschaft der Gemeinde Brebbia, die in den Statuten der Straßen und Gewässer der Grafschaft Mailand als Trinà bezeichnet wurde. Sie war eine der Gemeinden, die zur Instandhaltung der Rho-Straße beitrugen (1346).
In den Registern des Estimo (Grundbuch) des Herzogtums Mailand von 1558 und den nachfolgenden Aktualisierungen im 17. Jahrhundert war Ternate noch in derselben Pieve enthalten. Nach den Antworten auf 45 Fragen des Zweiten Volkszählungsrates im Jahr 1751 wurde die Gemeinde von Giulio Visconti Borromeo Arese als Lehen vergeben. Der Vikar von Contado del Seprio in Gallarate übte die Funktionen des Hauptrichters aus, während es als Nebenamt den Podestà der Pieve in Gavirate gab, an den jährlich 11 Lire und 4 Soldi gezahlt wurden. Außerdem wurden 6 Lire pro Jahr an den Bürgermeister der Provinz für die Instandhaltung der Straßen von Mailand nach Rho gezahlt. Der Konsul wurde in der Bank von Seprio vereidigt. Die Gemeinde hatte keinen Rat, während die Verwaltungstätigkeit von zwei Bürgermeistern geregelt wurde, von denen einer vom ersten Schätzer ernannt wurde, während der andere von der Gemeinde gewählt wurde, die sich versammelte und durch das Läuten der Glocke gerufen wurde. Die Amtszeit der Bürgermeister betrug drei Jahre. Der Kanzler wohnte in Travedona, erhielt 30 Lire im Jahr und bewahrte die Unterlagen der Gemeinde in einer Truhe in seinem Haus auf. Die Einwohnerzahl betrug 1751 etwa 248.
Mit der Aktivierung der Gemeinden in der Provinz Como auf der Grundlage der territorialen Aufteilung des Königreichs Lombardo-Venetien (Mitteilung vom 12. Februar 1816) wurde die Gemeinde Ternate con San Sepolcro in den Bezirk XV von Angera aufgenommen. Ternate con San Sepolcro, eine Gemeinde mit einer Vorladung, wurde durch die spätere territoriale Aufteilung der lombardischen Provinzen (Mitteilung vom 1. Juli 1844) im Bezirk XV von Angera bestätigt. Im Jahr 1853 (Meldung vom 23. Juni 1853) wurde Ternate mit dem Ortsteil San Sepolcro, einer Gemeinde mit allgemeiner Einberufung und 726 Einwohnern, in den Bezirk XX von Angera aufgenommen.
Nach dem vorübergehenden Zusammenschluss der lombardischen Provinzen mit dem Königreich Sardinien wurde die Gemeinde Ternate mit 705 Einwohnern, die von einem 15-köpfigen Gemeinderat und einem 2-köpfigen Stadtrat verwaltet wurde, auf der Grundlage der durch das Gesetz vom 23. Oktober 1859 festgelegten Gebietsaufteilung in den Bezirk VI von Angera, Bezirk II von Varese, Provinz Como, eingegliedert. Bei der Verfassung des Königreichs Italien im Jahr 1861 hatte die Gemeinde 802 Einwohner (Volkszählung 1861). Nach dem Gemeindegesetz von 1865 wurde die Gemeinde von einem Bürgermeister, einer Junta und einem Rat verwaltet. Im Jahr 1867 wurde die Gemeinde in denselben Bezirk, Kreis und dieselbe Provinz eingegliedert.
Im Jahr 1924 wurde die Gemeinde in den Bezirk Varese der Provinz Como eingegliedert. Nach der Gemeindereform von 1926 wurde die Gemeinde von einem Podestà verwaltet. Im Jahr 1927 wurde die Gemeinde der Provinz Varese zugeschlagen. Nach der Reform des Gemeindesystems im Jahr 1946 wurde die Gemeinde Ternate von einem Bürgermeister, einem Rat und einem Ausschuss verwaltet. Im Jahr 1971 hatte die Gemeinde Ternate eine Fläche von 505 Hektar.

## Bevölkerung

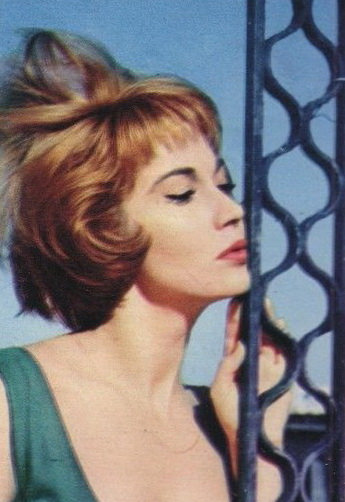
Luisa Rivelli (1959)

| Bevölkerungsentwicklung | Bevölkerungsentwicklung | Bevölkerungsentwicklung | Bevölkerungsentwicklung | Bevölkerungsentwicklung | Bevölkerungsentwicklung | Bevölkerungsentwicklung | Bevölkerungsentwicklung | Bevölkerungsentwicklung | Bevölkerungsentwicklung | Bevölkerungsentwicklung | Bevölkerungsentwicklung | Bevölkerungsentwicklung | Bevölkerungsentwicklung | Bevölkerungsentwicklung | Bevölkerungsentwicklung |
| ----------------------- | ----------------------- | ----------------------- | ----------------------- | ----------------------- | ----------------------- | ----------------------- | ----------------------- | ----------------------- | ----------------------- | ----------------------- | ----------------------- | ----------------------- | ----------------------- | ----------------------- | ----------------------- |
| Jahr                    | 1751                    | 1805                    | 1809                    | 1853                    | 1871                    | 1881                    | 1901                    | 1921                    | 1951                    | 1971                    | 1991                    | 2001                    | 2011                    | 2017                    | 2021                    |
| Einwohner               | 248                     | 406                     | *613                    | 726                     | 945                     | 985                     | 1118                    | 1012                    | 1170                    | 2154                    | 2293                    | 2254                    | 2474                    | 2537                    | 2526                    |

- 1809 Fusion mit Varano

## Verkehr
Der Bahnhof von Ternate und der Nachbargemeinde Varano Borghi liegt an der Bahnstrecke Luino–Mailand. Die Strada Statale 629 del Lago di Monate von Vergiate nach Gemonio begrenzt die Gemeinde im Westen.

## Persönlichkeiten
- Luisa Rivelli (* 10. Februar 1931 in Ternate), Filmschauspielerin und Journalistin, die zwischen den 1950er und 1970er Jahren beim Film und zwischen den 1970er und 1990er Jahren beim Fernsehen tätig war.